# 明泉中學
明泉中學（英語：Crystal Springs Uplands School）也稱作水晶泉高地學院，是位于加州希尔斯伯勒的一所私立學校，採行混合性別教育。与上海市世外中学是姐妹学校。創立於1952年。